# Panon (Sarthe)
Panon é uma comuna francesa na região administrativa do País do Loire, no departamento de Sarthe. Estende-se por uma área de 2.37 km². Em 2010 a comuna tinha 43 habitantes (densidade: 18,1 hab./km²).